# Argyresthia conjugella
Argyresthia conjugella — вид лускокрилих комах родини Argyresthiidae.

## Поширення
Вид поширений в Європі, Північній Азії та Північній Америці.

## Опис
Розмах крил 10-14 мм.

## Спосіб життя
Метелики літають з травня по липень. Гусениці живляться плодами горобини і яблуні.